# تشاك غرينبيرغ (محامي)
تشاك غرينبيرغ (بالإنجليزية: Chuck Greenberg)‏ هو محامي أمريكي، ولد في 1961 في إنغلوود في الولايات المتحدة.